# إي. ثاير غاستون
إي. ثاير غاستون (بالإنجليزية: E. Thayer Gaston)‏ هو معلم موسيقى وعالم نفس أمريكي، ولد في 4 يوليو 1901، وتوفي في 1970.